# Eotetranychus tiliaecola
Eotetranychus tiliaecola är en spindeldjursart som beskrevs av Ehara och Toshikazu Gotoh 2008. Eotetranychus tiliaecola ingår i släktet Eotetranychus och familjen Tetranychidae. Inga underarter finns listade i Catalogue of Life.